# Egittomania

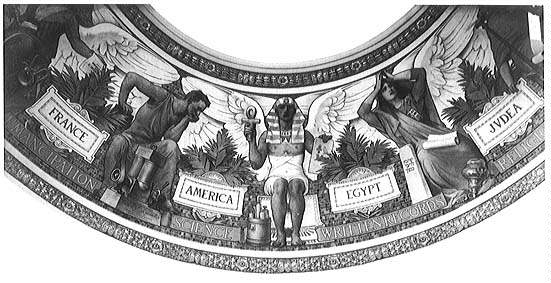
Evoluzione della civiltà, porzione del murale di Edwin Blashfield (1895) sopra la Main Reading Room della Biblioteca del Congresso. L'immagine suggerisce un rapporto speciale tra l'Egitto come la prima e l'America come l'ultima civiltà.

L'egittomania fu il rinnovato interesse di europei e americani per l'antico Egitto, durante il XIX secolo, a seguito della campagna d'Egitto di Napoleone Bonaparte. Durante la campagna, Napoleone fu accompagnato da molti scienziati e studiosi la cui documentazione suscitò un grande interesse sui monumenti antichi da loro visti in Egitto. Gli antichi resti non erano mai stati così accuratamente documentati prima e quindi l'interesse per l'antico Egitto salì alle stelle. Jean-François Champollion decifrò gli antichi geroglifici, nel 1822, utilizzando la Stele di Rosetta, che fu recuperata dalle truppe francesi nel 1799, dalla quale iniziò lo studio dell'egittologia scientifica.

## Cultura

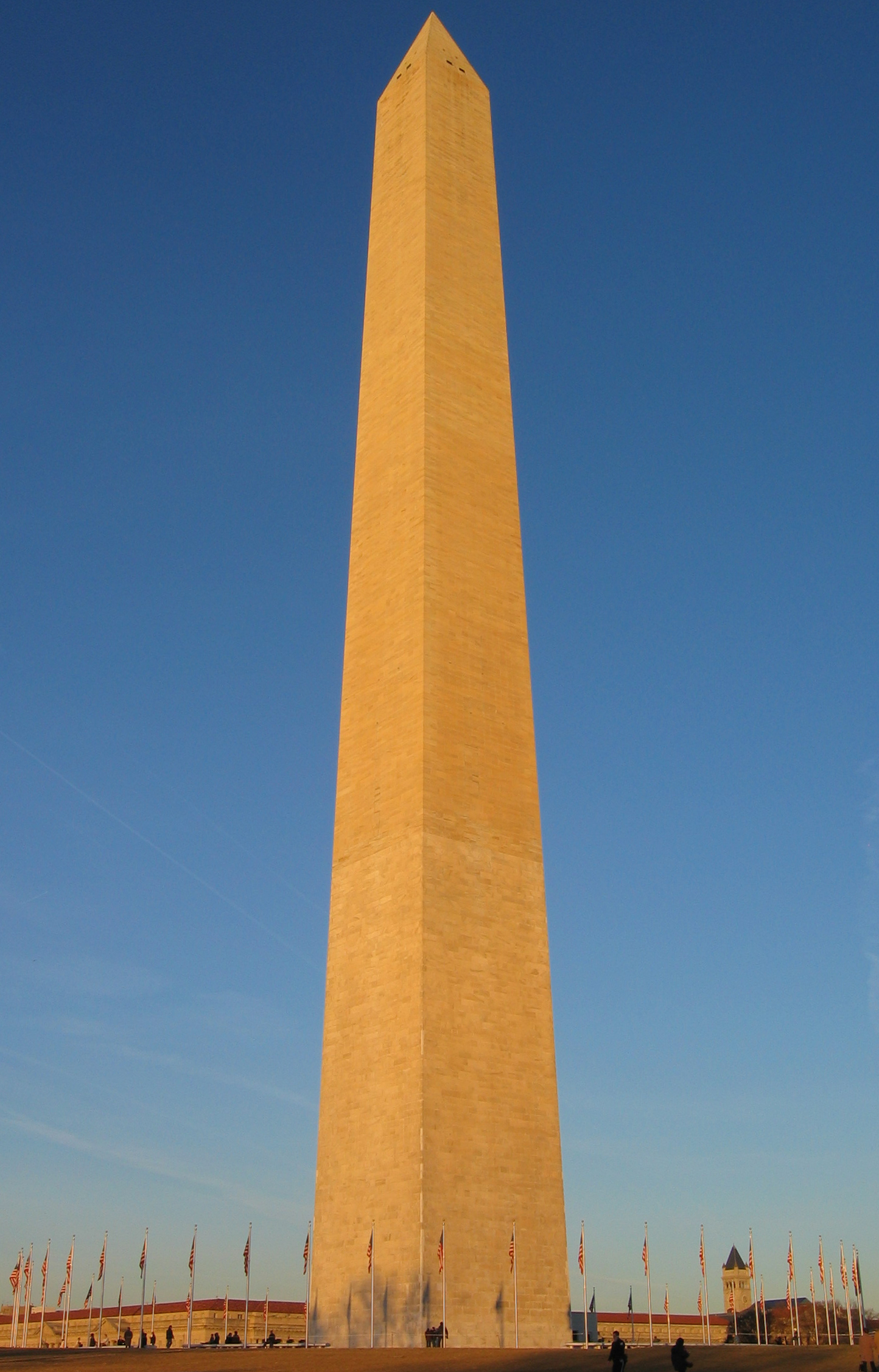
Il famoso Obelisco (Monumento a George Washington a Washington

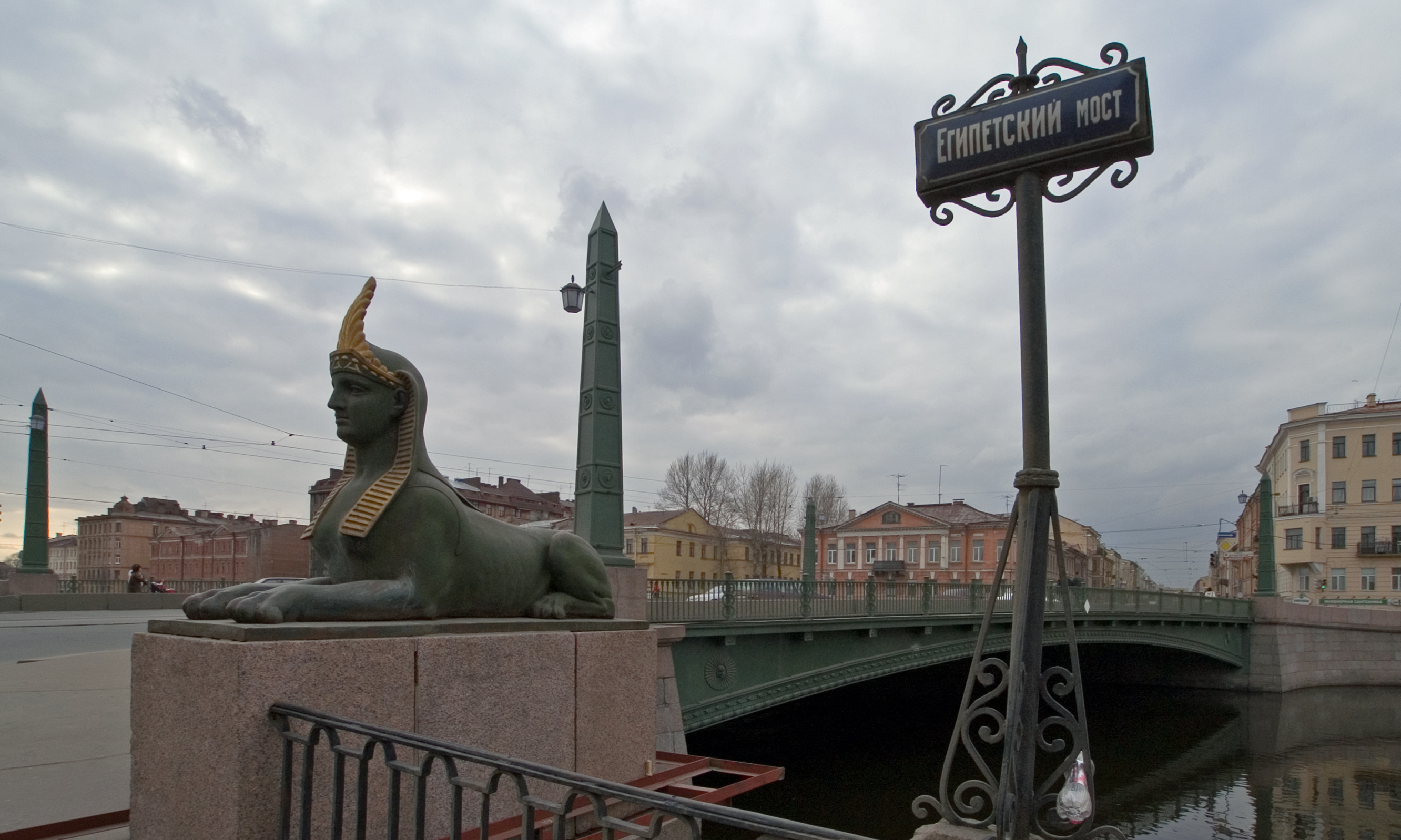
Ponte egizio a San Pietroburgo.

Il fascino dell'antico Egitto venne manifestato attraverso la letteratura, l'architettura, l'arte, il cinema, la politica  e la religione. Pochissime persone potevano permettersi un viaggio in Egitto durante il culmine dell'egittomania e pertanto entrarono in contatto con la civiltà egizia solo attraverso la letteratura, l'arte e l'architettura. Particolarmente influenti furono il Voyage dans la Basse et la Haute Egypt di Vivant Denon, la Description de l'Égypte dell'Istituto d'Egitto e l'opera Aida di Giuseppe Verdi.

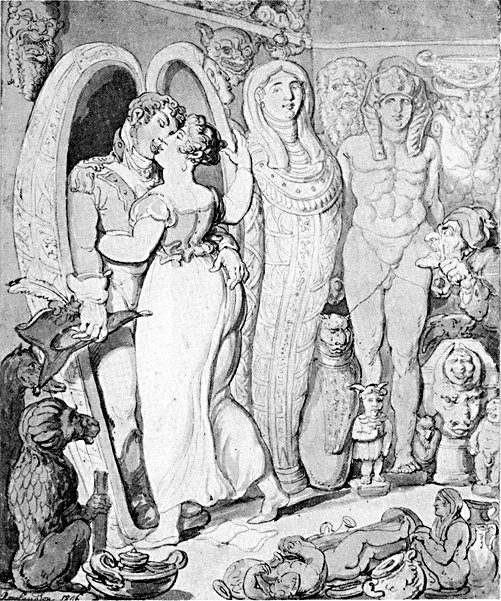
Caricatura britannica (1806)

Le immagini e i simboli egizi servivano anche per scopi più banali, come servizi da dessert, mobili, decorazioni, kitsch commerciale e pubblicità. C'erano feste ed eventi pubblici che avevano come tema l'Egitto, dove le persone indossavano costumi speciali. Diverse mostre sulla civiltà egizia nei musei di tutto il mondo dimostrano il continuo interesse che suscitava. Un esempio di spicco, che riflette anche sul significato culturale di questo fascino, è la mostra Egyptomania: Egypt in Western Art, 1730-1930 (Parigi, Museo del Louvre, 20 gennaio –18 aprile 1994; Ottawa, National Gallery of Canada, 17 giugno –18 settembre 1994; Vienna, Kunsthistorisches Museum, 16 ottobre 1994 –29 gennaio 1995). Il catalogo della mostra è stato pubblicato dalla National Gallery of Canada nel 1994 (Humbert et al.).

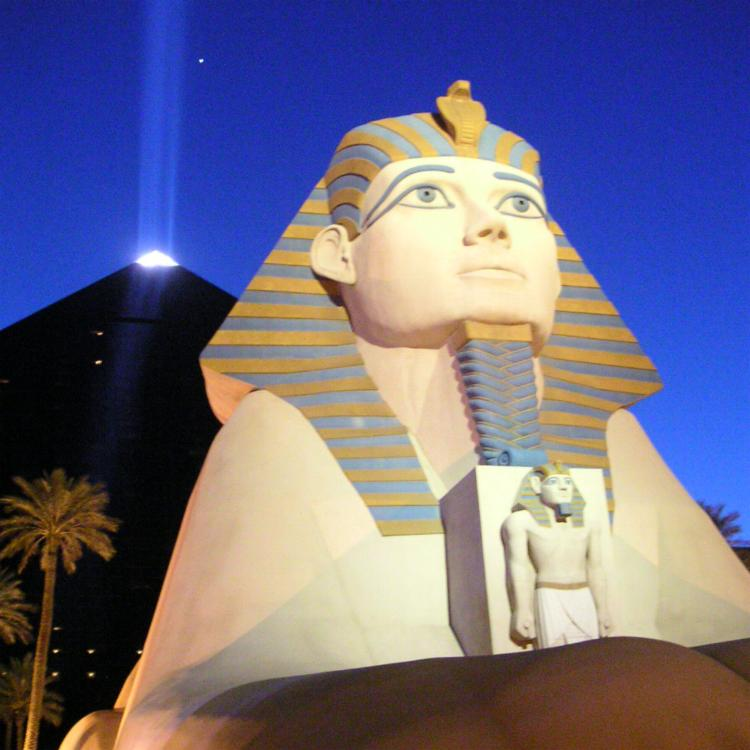
Il Luxor Hotel di Las Vegas, Nevada, è un esempio contemporaneo dell'impatto duraturo dell'estetica egizia.

Affascinate dall'Egitto, la letteratura, l'arte visiva e l'architettura americane assorbirono quella che stava diventando conoscenza generale dell'antica civiltà egizia, facendone uso nel dibattito contemporaneo sull'identità nazionale, la razza e la schiavitù. Alcuni elementi caratteristici della cultura egiziana si caricarono di un particolare significato simbolico. La mummia, ad esempio, rappresentava il fascino degli americani per i morti viventi e la rianimazione. Questo fascino è andato così lontano che sono state organizzate "feste di sbendaggio della mummia", spingendo così l'isteria degli americani, con i miti egizi, sempre più lontano. La figura di Cleopatra, la scrittura geroglifica e la sua decifrazione, la piramide come labirinto e tomba sono altri esempi di come l'antico Egitto sia stato produttivo in Occidente, e in particolare negli Stati Uniti dal XIX secolo. Opere letterarie ben note che fanno uso di questi riferimenti simbolici all'Egitto includono Quattro chiacchiere con una mummia di Edgar Allan Poe, Lost in a Pyramid, or The Mummy's Curse di Louisa May Alcott e Il fauno di marmo di Nathaniel Hawthorne. L'impatto dell'antica civiltà egizia in architettura è chiamato revival egizio, un'importante espressione del neoclassicismo negli Stati Uniti. Immagini, forme e simboli egizi ben noti sono stati integrati nello stile contemporaneo. Questa influenza può essere vista meglio nell'architettura dei cimiteri e delle prigioni.
I simboli e l'architettura del revival egizio erano particolarmente apprezzati per le porte dei cimiteri, le lapidi e i monumenti pubblici nel XIX e all'inizio del XX secolo. Mausolei piramidali, mastaba dal tetto piatto, colonne di loto, obelischi e sfingi erano particolarmente popolari nei cimiteri rurali o da giardino del XIX secolo. Ad esempio, il portale del cimitero di Mount Auburn a Boston e il cimitero di Grove Street a New Haven, nel Connecticut, sono stati costruiti in stile revival egizio.
Altri esempi di questa influenza sono la Gold Pyramid House in Illinois o il famoso Obelisco (Monumento a George Washington) a Washington, film come La mummia (1999) (a sua volta un remake di un film di Boris Karloff del 1932) e i suoi sequel dimostrano che l'antico Egitto e la scoperta dei suoi segreti è ancora un potente punto di riferimento per le culture occidentali contemporanee. Importanti testi accademici su questo fenomeno nella cultura americana includono Egypt Land di Scott Trafton (2004) e US Orientalism di M.J. Schueller (1998).
Tuttavia, il fascino dell'Egitto non iniziò con Napoleone. Anche gli antichi greci e romani si interessavano alla civiltà dell'antico Egitto e riflettevano i loro interessi in testi come le Storie di Erodoto e la Bibliotheca historica di Diodoro Siculo. Quando l'egittomania arrivò a Roma dopo che l'imperatore Augusto conquistò l'Egitto nel 31 a.C., il fascino portò a un'architettura simile come una tomba progettata come la Piramide Cestia eretta dall'alto ufficiale Caio Cestio. Inoltre, l'imperatore Adriano fece venerare il suo defunto amante Antinoo come il dio egizio dell'aldilà, Osiride.

## Scienza

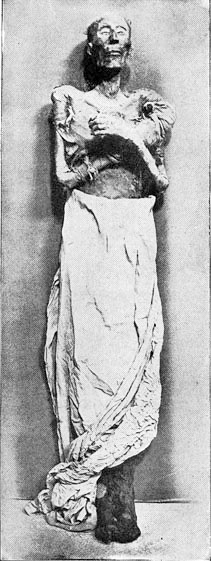
Mummia di Ramesse II

La craniologia è lo studio del cranio umano che sosteneva di essere in grado di determinare l'intelligenza e il carattere di un individuo. Le mummie egizie sono servite come fonte abbondante per l'oggetto dello studio  dei teschi. Era particolarmente importante per quanto riguarda la questione se gli egiziani fossero neri o bianchi, un dibattito condotto alla luce della giustificazione della schiavitù. La figura chiave di questo periodo sembra essere stato Samuel George Morton che fondò l'American School of Ethnology. Egli avanzò la teoria della poligenesi affermando che non esiste una ma diverse razze umane che sono in un ordine gerarchico con i bianchi in cima e i neri in fondo alla scala. Sebbene la scienza oggi disapprovi le scoperte di Morton, riconvalidò comunque il suo status professionale, perché la scuola americana di Morton è stata in larga misura responsabile dello sviluppo dell'attuale status professionale delle scienze e della rinuncia alle idee puritane della monogenesi e della visione del mondo cristiano e clericale, comune all'epoca.

## Razza e identità nazionale negli Stati Uniti
L'Egitto occupa una posizione speciale tra le regioni storiche e geografiche: secondo Richard White, l'Egitto non è facilmente collocabile in Africa o in Asia, in Oriente o in Occidente. Pertanto, sembra che l'Egitto sia "il passato di tutti". La figura dell'Egitto è stata un importante punto di riferimento nello sviluppo dell'identità nazionale nel mondo occidentale, anche se questi processi di formazione dell'identità sono complessi e coinvolgono molti fattori. L'identità razziale è centrale in questi processi, in particolare negli Stati Uniti, dove il senso emergente di un'identità nazionale distinta e il crescente conflitto sulla schiavitù erano inseparabilmente legati nella prima metà del XIX secolo. Paschal Beverly Randolph ha cristallizzato il modo in cui l'Egitto è servito da modello per la nuova nazione quando ha scritto: "Per l'America, leggi l'Africa; per gli Stati Uniti, l'Egitto" (1863). Tra la grande varietà di gruppi etnici che formavano la popolazione degli Stati Uniti il denominatore comune era l'essere non neri, il potersi definire utilizzando un Altro binaristico. Storicamente, il tentativo di stabilire scientificamente una gerarchia razziale, come intrapreso dall'American School of Ethnology, ha evocato una comprensione della "bianchezza" come naturale identità nazionale americana. L'identità razziale dei faraoni egizi è stata utilizzata soprattutto, da scienziati del XIX secolo come Samuel George Morton e i suoi contemporanei, per confermare la gerarchia razziale americana contemporanea. Questa gerarchia serviva ai sostenitori della schiavitù per giustificare il trattamento disumano degli schiavi e la negazione dei diritti civili per tutti gli americani tranne i bianchi. Types of Mankind (1854), il culmine del pensiero razziale della scuola americana, contiene un capitolo importante sulle caratteristiche razziali degli antichi egizi, dando inizio a una controversia che infuria ancora oggi. Ad esempio, Race: The Reality of Human Differences (2004) di Vincent Sarich e Frank Miele, un recente tentativo di aggiungere credibilità accademica alla popolare, ma scientificamente screditato, nozione che la "razza" costituisce una differenza umana essenziale piuttosto che costruita culturalmente, usa l'Egitto in modo simile. Gli storici hanno avanzato tre ipotesi principali che si contraddicono chiaramente a vicenda. Scienziati, storici e anatomisti discutono se gli egiziani fossero bianchi, neri o una miscela di entrambi. L'argomento si basa su aspetti come le pitture murali o il fisico delle mummie.
I pensatori afrocentristi, nel XIX secolo, insistevano sul fatto che gli egizi fossero africani neri, rendendo possibile fornire un lignaggio antico e nobile che contrastava le immagini degradanti proliferate dalla scienza razzista e dalla polemica pro-schiavitù. Tra i principali collaboratori di questo dibattito ci furono David Walker, James McCune Smith, Frederick Douglass e W.E.B. Du Bois. Identificandosi con gli ebrei schiavizzati, gli afroamericani avevano usato a lungo il Libro dell'Esodo per codificare il loro diritto e desiderio di libertà, come testimonia ancora il noto spiritual Go Down Moses. L'Appello di David Walker (1829) mette questa storia biblica di liberazione in tensione con l'affermazione che anche i Faraoni erano neri. Gli eminenti abolizionisti neri James McCune Smith e Frederick Douglass si opposero fortemente all'etnografia bianca, come ad esempio in "Claims of the Negro Ethnologically Considered" (1854), attingendo alle scoperte di precedenti etnologi europei come James Prichard. All'inizio del XX secolo, W.E.B. Du Bois ha plasmato il concetto di razza e identità in un altro modo, scrivendo sulla "doppia coscienza" degli africani nella diaspora, ovvero i discendenti degli schiavi negli Stati Uniti.
Questo concetto ha portato ai movimenti nazionalisti neri del XX secolo, inclusa la comunità "hotep" dei neri americani.